# Aji (Ryukyu)

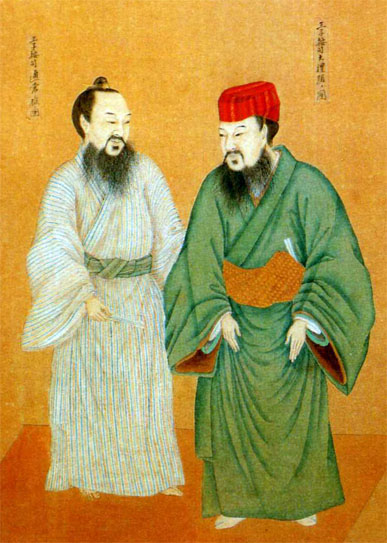
Aji

Un aji, anji, o azu   ( 按司 ?) fue un gobernante de un pequeño reino en las islas Ryukyu. La palabra más tarde se convirtió en un título y rango de nobleza en el Reino de Ryukyu. Se ha teorizado que está relacionado con el Japonés aruji ("maestro"), y la pronunciación varió en todas las islas. Se clasificó a continuación por debajo de un príncipe entre la nobleza. Los hijos de príncipes y los hijos mayores de aji se convirtieron en aji. Aji estableció una familia noble equivalente a  miyake de Japón.
El  aji  surgió alrededor del siglo XII cuando los líderes locales comenzaron a construir  gusuku  (castillos de Ryukyuan). Shō Hashi fue un  aji  que más tarde unificó la Isla de Okinawa como rey. El título  aji  designó a varios hijos del rey y líderes regionales. Durante la Segunda Dinastía Shō, cuando el  aji  se asentó cerca del Castillo Shuri, la palabra vino a denotar a un aristócrata en la ciudad del castillo.
Una forma de nombrar y dirigirse a un  aji  masculino fue comenzando el nombre con el lugar que este gobernó seguido del sufijo aji , por ejemplo, "Nago  Aji ". Para las mujeres comenzó con el lugar que esta gobernó seguido del sufijo Aji y ganashi o kanashi (加 那 志), por ejemplo: "Nago Aji-ganashi".

## Lista de Aji (1873)

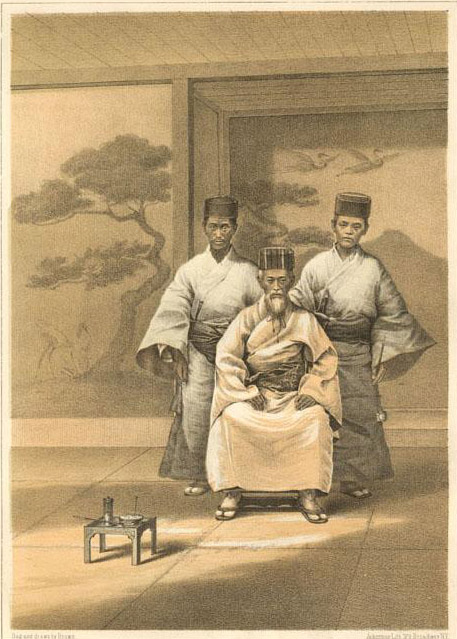
Shō Kōkun,conocido también como Nakazato Aji Chōki (posteriormente Yonashiro Ōji Chōki), el noveno jefe de Yonashiro Udun.

- Oroku Aji (Oroku Udun)
- Yuntanza Aji (Yuntanza Udun)
- Yoshimura Aji (Yoshimura Udun)
- Yonashiro Aji (Yonashiro Udun)
- Tomigusuku Aji (Tomigusuku Udun)
- Osato Aji (Osato Udun)
- Urasoe Aji (Urasoe Udun)
- Tamagawa Aji (Tamagawa Udun)
- Kunigami Aji (Kunigami Udun)
- Omura Aji (Omura Udun)
- Motobu Aji (Motobu Udun)
- Misato Aji (Misato Udun)
- Haneji Aji (Haneji Udun)
- Nago Aji (Nago Udun)
- Kin Aji (Kin Udun)
- Uchima Aji (Uchima Udun)
- Mabuni Aji (Mabuni Udun)
- Nakazato Aji (Nakazato Udun)
- Goeku Aji (Goeku Udun)
- Ogimi Aji (Ogimi Udun)
- Gushikami Aji (Gushikami Udun)
- Mabuni Aji (Mabuni Udun)
- Tamashiro Aji (Tamashiro Udun)
- Gushikawa Aji (Gushikawa Udun)
- Takamine Aji (Takamine Udun)
- Kushi Aji (Kushi Udun)
- Katsuren Aji (Katsuren Udun)